# 7919 Prime
7919 Prime eller 1981 EZ27 är en asteroid i huvudbältet som upptäcktes den 2 mars 1981 av den amerikanska astronomen Schelte J. Bus vid Siding Spring-observatoriet. Den är uppkallad efter matematikens Primtal, av vilket talet 7919 är det tusende talet.